# Chabanière
Chabanière és un municipi nou francès, situat al departament del Roine i a la regió d'Alvèrnia-Roine-Alps. Es va crear el primer de gener de 2017. És el resultat de la fusió de Saint-Maurice-sur-Dargoire, Saint-Didier-sous-Riverie i Saint-Sorlin. El 2017 tenia 4183 habitants. La seu administrativa és a Saint-Maurice.
El topònim nou és un mot creuat dels malnoms dels habitants de cada municipi antic: Chats (Cha-) per a els Saint-Maurice, Badrais (-ba-) per a els Saint-Didier i Racanières (-nière) per a els de Saint-Sorlin.